# Cushman (Arkansas)
Cushman – miasto w Stanach Zjednoczonych, w stanie Arkansas, w hrabstwie Independence.